# Todtenweis
Todtenweis is een gemeente in de Duitse deelstaat Beieren, en maakt deel uit van het Landkreis Aichach-Friedberg.
Todtenweis telt 1.470 inwoners.

## Geschiedenis
De stichting van de plaats rond 650 gaat terug naar de Bajuwaren Tato. In de een schenkingoorkonden van keizer Koenraad II van het Heilige Roomse Rijk wordt Todtenweis op 26 juni 1033 genoemd. Met het in werking treden van de bestuurlijke herindeling van Beieren op 1 juli 1972 komt de oorspronkelijk in Opper-Beieren liggende gemeente in het Regierungsbezirk Zwaben.

## Aangrenzende gemeenten
| Aangrenzende gemeenten | Aangrenzende gemeenten | Aangrenzende gemeenten | Aangrenzende gemeenten | Aangrenzende gemeenten |
| ---------------------- | ---------------------- | ---------------------- | ---------------------- | ---------------------- |
|                        |                        | Thierhaupten           |                        |                        |
|                        |                        |                        |                        |                        |
| Meitingen              | Aindling               |                        |                        |                        |
|                        |                        |                        |                        |                        |
| Langweid am Lech       |                        | Rehling                |                        |                        |

## Kernen
Tot de gemeente behoren de volgende kernen (Ortsteile)
- Bach
- Sand

## Bezienswaardigheden
Het beeld van Todtenweis wordt bepaald door de barokke Pfarrkirche St. Ulrich und Afra, die in de jaren 1737/38 werd gebouwd.
Adelzhausen ·
Affing ·
Aichach ·
Aindling ·
Baar ·
Dasing ·
Eurasburg ·
Friedberg ·
Hollenbach ·
Inchenhofen ·
Kissing ·
Kühbach ·
Merching ·
Mering ·
Obergriesbach ·
Petersdorf ·
Pöttmes ·
Rehling ·
Ried ·
Schiltberg ·
Schmiechen ·
Sielenbach ·
Steindorf ·
Todtenweis